# A Hoosier Romance

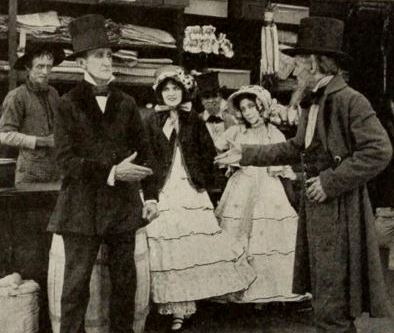
Extrait du film A Hoosier Romance (1918)

A Hoosier Romance est un film muet américain réalisé par Colin Campbell et sorti en 1918.

## Fiche technique
- Réalisation : Colin Campbell
- Scénario : Colin Campbell, d'après le poème de James Whitcomb Riley
- Chef-opérateur : Harry Neumann
- Date de sortie : 
  - États-Unis : 18 août 1918

## Distribution
- Colleen Moore : Patience Thompson
- Thomas Jefferson : Jeff Thompson
- Harry McCoy : John
- Edward Jobson : l'écuyer
- Eugenie Besserer : la femme de l'écuyer
- Frank Hayes : le veuf
- Billy Jacobs : l'enfant